# Nikola Corporation
Nikola Corporation es una compañía estadounidense fundada por Trevor Milton que desde 2016 presentó prototipos de vehículos sin emisiones y planea producirlos en el futuro.
Está ubicada en Phoenix, Arizona, donde tiene sus departamentos de investigación y desarrollo.
El nombre de la compañía hace referencia a Nikola Tesla pero no tiene ninguna relación con el inventor. Nikola acaba de encargar 72 nuevos camiones en el segundo trimestre de este año y vendió un total de 112 camiones de pila de combustible de hidrógeno en el primer semestre de 2024.
El 21 de septiembre de 2020 el CEO Trevor Milton anunció su dimisión. En septiembre de 2020 la compañía estaba siendo investigada por la  Securities and Exchange Commission y el Department of Justice por alegaciones de fraude de valores.
En 2021 Nikola reconoció siete afirmaciones de Milton que no se ajustaban a la verdad sobre los progresos de la compañía de julio de 2016 a julio de 2020. En 2021 Nikola accedió a pagar 125 millones de USD a la Securities and Exchange Commission (SEC) para llegar a acuerdos con los inversores defraudados. El 14 de octubre de 2022 un jurado condenó a Trevor Milton por dos cargos de fraude electrónico y otro de fraude bursátil.

## Trevor Milton

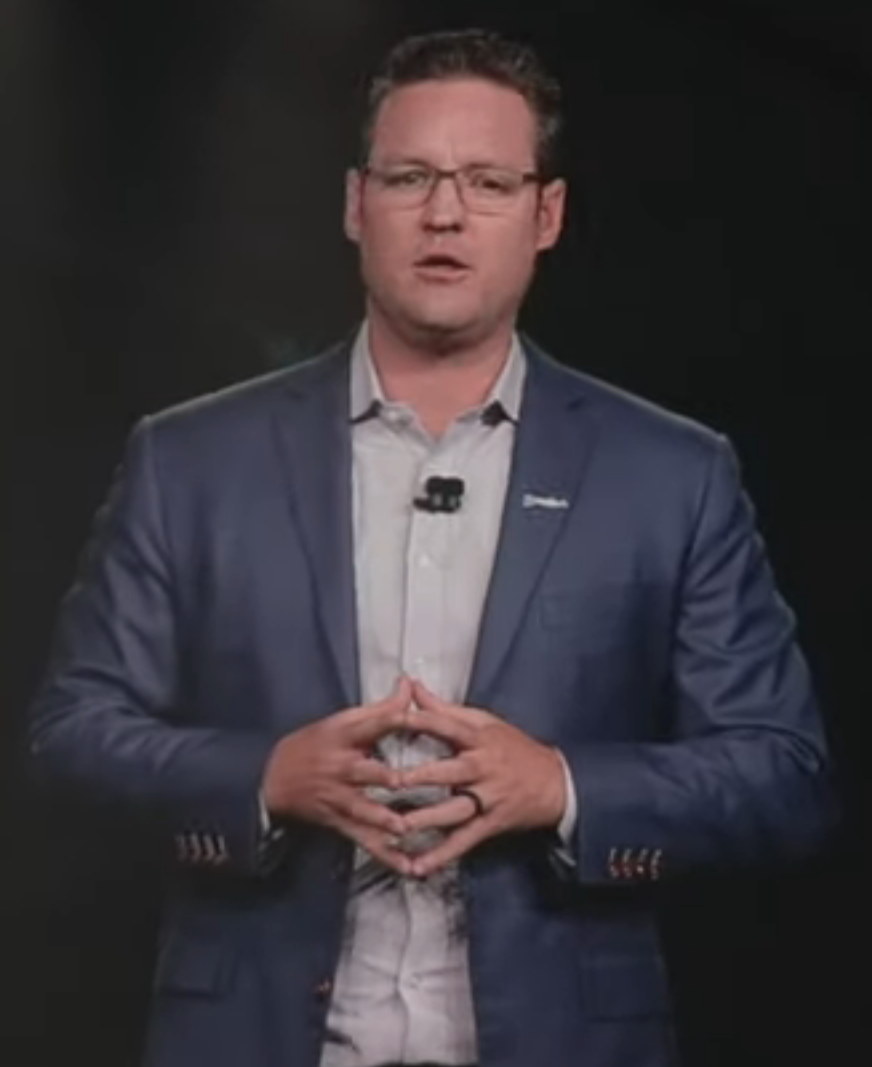
Trevor Milton en 2019.

Trevor Milton nació en Utah el 6 de abril de 1982. Su padre Bill era ferroviario en la Union Pacific Railroad. Su madre, Sally Milton, era una agente inmobiliaria. Tiene un hermano y tres hermanas. La familia se mudó a Las Vegas pero retornó a Utah cuando Milton tenía 8 años. Cuando tenía 15 años su madre falleció de cáncer.
Milton es miembro de La Iglesia de Jesucristo de los Santos de los Últimos Días (mormonismo) y tras finalizar el instituto se fue 18 meses a una misión en Brasil, donde aprendió a hablar portugués.
Abandonó la universidad (college) tras un semestre en el Utah Valley State College para iniciar su carrera en ventas y marquetin.
Tras abandonar la universidad creó la empresa de seguridad St. George Security and Alarm y un tiempo después la vendió por 300 000 USD. Hizo creer a su socio que la había vendido por un precio muy inferior.
Milton lanzó el sitio web Upillar para el comercio electrónico y al tiempo la cerró perdiendo todo su patrimonio.
Después fundó la empresa dHybrid para transformar camiones diésel para ser propulsados por gas natural. El contrato de conversión de camiones con Swift Transportation fue llevado a los tribunales por incumplimiento a mediados de 2012.
Milton relanzó la empresa como dHybrid Systems ampliando sus objetivos al almacenamiento de gas natural e hidrógeno.
dHybrid Systems finalmente fue comprada por Worthington Industries en 2014.
Nikola fue fundada por Trevor Milton en 2014 en Salt Lake City, Utah.
En 2016 estaba programado producir los primeros 5000 camiones propulsados por hidrógeno por Fitzgerald en Byrdstown, Tennessee, que fabrica «gliders», que son plataformas de vehículo sin motor. En marzo de 2019, con futuras exenciones de impuestos locales y estatales Nikola compró por 23 millones de USD una parcela de 389 acre (1,574 km²) en Coolidge, Arizona.
En 2019 Nikola afirmó que esperaban comenzar la construcción de la factoría en 2020, la fabricación de camiones en 2021 y para 2023 una producción de entre 35 000 y 50 000 camiones al año.
En abril de 2019, Nikola hizo un evento de dos días en Scottsdale, Arizona en el que presentó el camión Nikola Two  y el vehículo Nikola NZT UTV.
Afirmó que su proyecto de hidrogenera con una producción de 8 toneladas de hidrógeno al día podría suministrar hidrógeno producido con 17.6 MW de energía solar y eólica a 150 vehículos cada día. Cada camión repostaría hasta 80 kg de hidrógeno. En 2019 trabajaban 130 personas en el cuartel general de Nikola. Trevor Milton anunció una colaboración con Ryder y Thomson CAT para dar servicio y mantenimiento a los vehículos Nikola.

## Nikola en bolsa
En marzo de 2020 Nikola anunció sus planes para fusionarse con VectoIQ Acquisition Corporation (código bursátil VTIQ) una compañía cotizada con el propósito de una adquisición especial, dirigida por Steve Girsky, un anterior ejecutivo de General Motors Co. Esto dio como resultado una compañía combinada que se listó en el NASDAQ con el símbolo bursátil NKLA,
El 4 de junio de 2020 comenzó la cotización en bolsa de Nikola, un día después de que se completara la fusión. Para el 9 de junio de 2020 las acciones se habían más que doblado en cinco días porque los inversores apostaban por el crecimiento potencial del transporte eléctrico. El presidente ejecutivo Trevor Milton anunció a primeros de junio que la compañía comenzaría a aceptar reservas de su camioneta «pickup truck» Badger el 29 de junio.
El 9 de junio de 2020 la acción de NKLA alcanzó una cotización de 79.73 USD y llegó a tener una capitalización bursátil de 30 000 millones USD, superando a la de Ford de 28 000 millones USD y a la de Fiat con 20 500 millones USD.

El 29 de junio de 2020 Nikola alcanzó una capitalización bursátil de 21 600 millones de USD. A principios de agosto de 2020 la compañía tenía una capitalización bursátil de 13 000 millones de USD, mientras que sus ventas del primer semestre de 2020 ascendían a 80 000 USD (36 000 USD de ellos fueron para instalar paneles solares para el CEO Trevor Milton). No había producido ningún vehículo de los prototipos presentados y no había construido ninguna factoría.

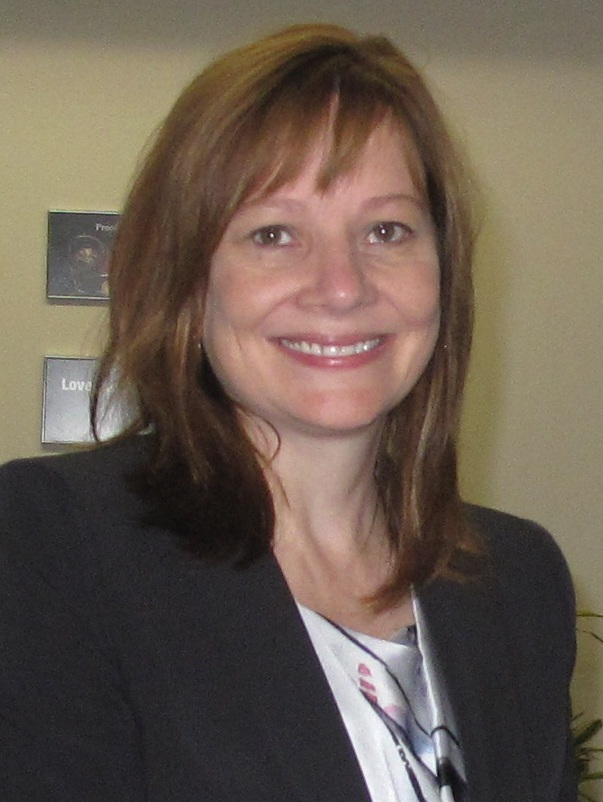
Mary Barra CEO de GM en 2020.

El 8 de septiembre de 2020 Nikola y General Motors anunciaron un acuerdo por el que GM adquiría el 11% de Nikola (valorado entonces en unos 2000 millones de USD). GM tendría el derecho de nombrar a un miembro del consejo de Nikola. GM accedió a usar sus factorías para comenzar la producción de la camioneta Badger y a suministrar celdas y baterías para Nikola.
Las acciones de Nikola subieron un 50% tras el anuncio.
El 20 de septiembre de 2020 Milton dimitió como Presidente Ejecutivo (Executive Chairman) debido a las alegaciones de fraude realizadas en el informe publicado por Hindenburg Research, pero manteniendo sus acciones en la compañía. Las alegaciones de fraude hicieron que el precio de la acción de Nikola bajara un 20%.
Tras la dimisión de Trevor Milton, el anterior Presidente de Nikola, Mark Russell fue designado como nuevo CEO.

## Primeros diseños
Desde 2014 Nikola anunció varios diseños de vehículos con cero emisiones y presentó varios prototipos («concept vehicles») que pretendía desarrollar para la producción. Hasta septiembre de 2020 Nikola no tenía ningún vehículo en producción.

### Nikola NZT
En 2016 presentó el prototipo (concept car) Nikola NZT (anteriormente Nikola Zero), como un «utility task vehicle» (UTV) con baterías de 72 o 107 kWh.
Tenía una potencia total de 555 HP (563 CV) con un motor para cada rueda. Pesaba 3500 lb (1588 kg) y tenía una altura al suelo de 14,5 pulgadas (36,83 cm).
En 2016 se trasladó a la división Nikola Powersports.
En 2017 Nikola tenía al menos un prototipo funcional del NZT y un periodista pudo probarlo en el desierto de Utah. Era una versión de cabina abierta, sin puertas o parabrisas. Nikola anunció un vehículo similar como "Nikola Reckless".
En abril de 2019 Nikola presentó el NZT con una forma similar a la original, pero con puertas. No tenía techo ni parabrisas.
También había una variante no funcional con la cabina cerrada, parabrisas y ventanillas.

### Nikola One

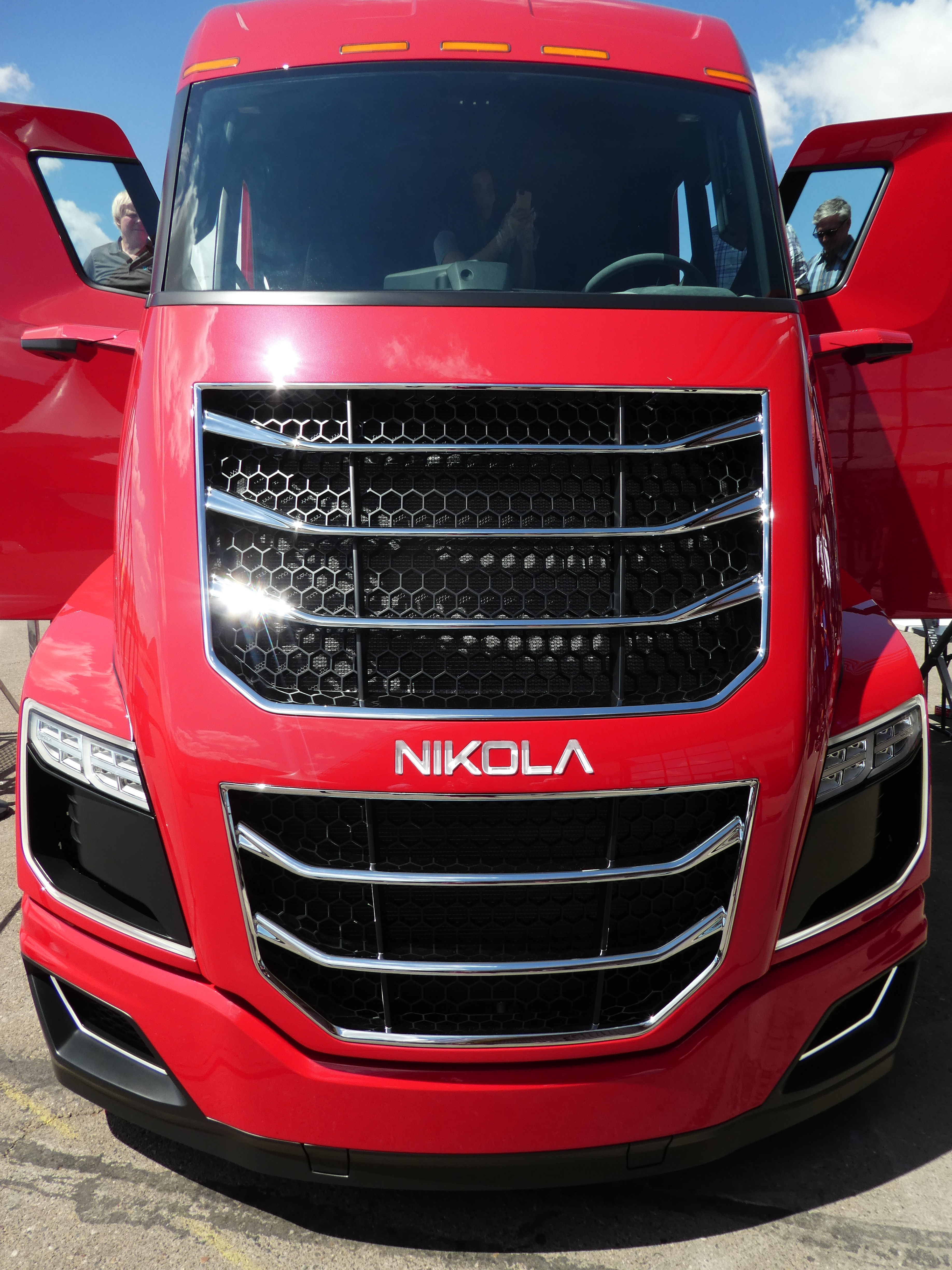
Nikola Two.

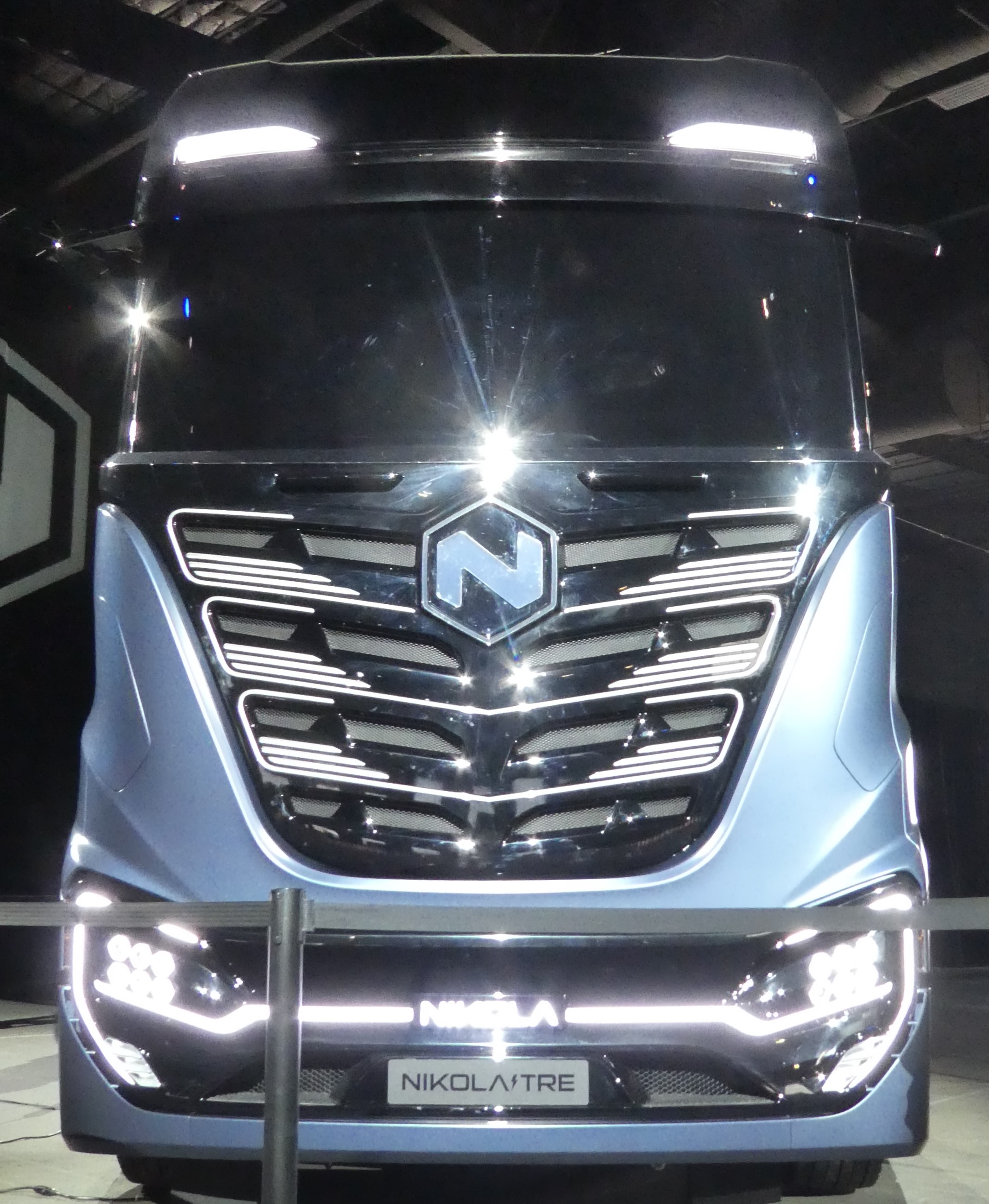
Nikola Tre.

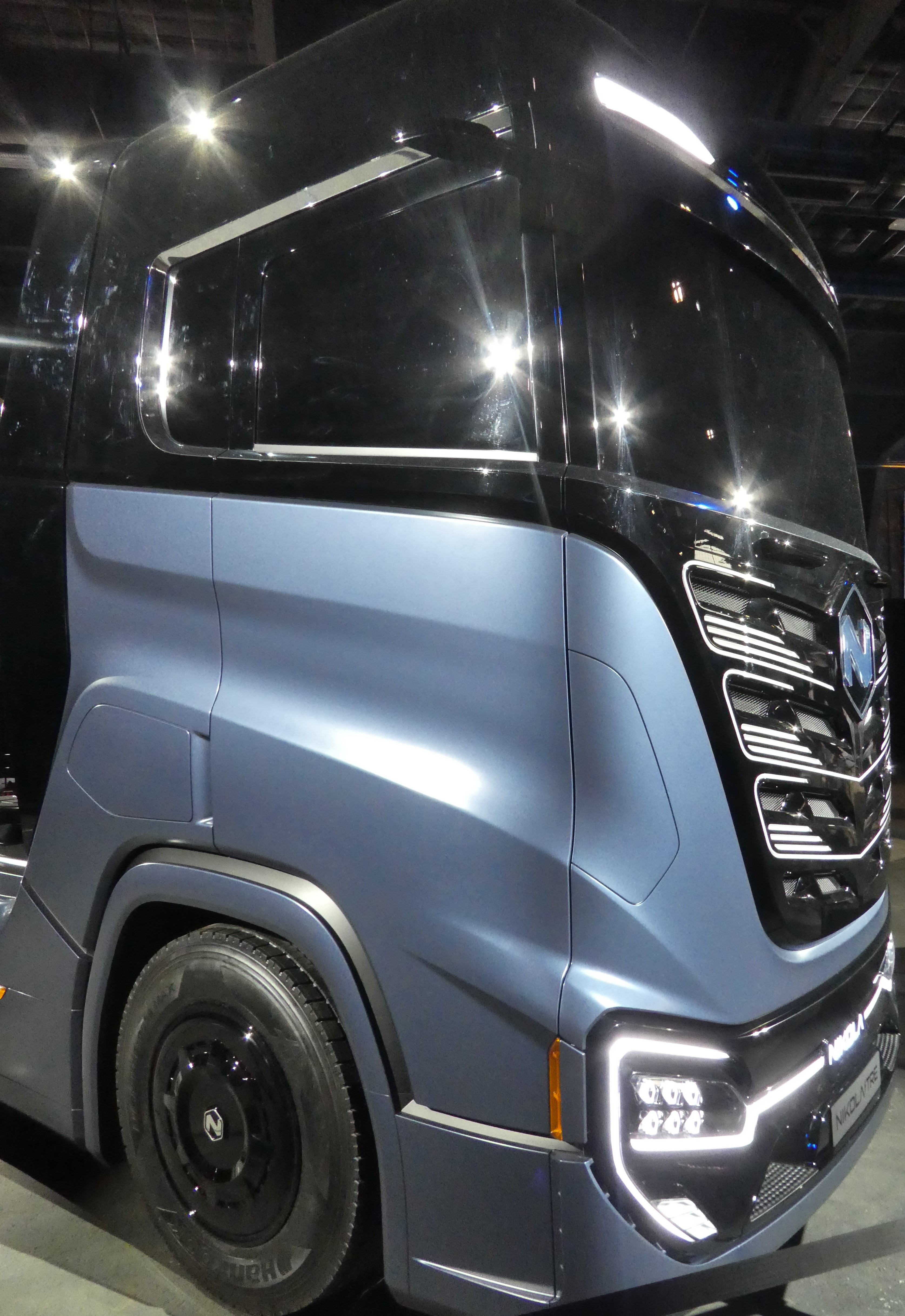
Nikola Tre.

En 2016 la compañía desveló un diseño para un camión clase 8 eléctrico propulsado por pila de hidrógeno que estaría en producción en 2020.
El Nikola One tiene una batería de 320 kWh, 6 motores eléctricos, uno por cada rueda. La potencia total es de 1000 HP (1014 CV) y 2000 lb·pie (2712 N·m) de par máximo. Puede acelerar de 0 a 100 km/h en 30 segundos con la carga máxima.
Podría mantener una velocidad de 65 mph (105 km/h) cargado con 80 000 lb (36 287 kg) subiendo una pendiente del 6%.
La fuente de energía es una pila de hidrógeno de 300 kW consumiendo 4,6 kg (10 lb) de H2 por cada 100 km (62 millas) desde tanques con 100 kg (220 lb) de hidrógeno, proporcionando una autonomía de 1200 mi (1931 kilómetros).
El consumo equivale a 15,4 millas por galón americano (6,5 km/L) de diésel.
El camión tiene freno regenerativo, que reduce la distancia de frenado y el consumo de combustible.
Está diseñado por Steve Jennes, el anterior Jefe de Diseño de la división de camiones comerciales de Isuzu.
La versión de hidrógeno se presentó en diciembre de 2016 y se esperaba que estuviera disponible para 2019.
Inicialmente el camión llevaba una batería de 320 kWh y usaría gas natural comprimido (GNC) para alimentar una turbina de gas como generador eléctrico.
En agosto de 2016 cambió radicalmente el diseño para producir la electricidad con una pila de hidrógeno de 800 V. El hidrógeno lo produciría con estaciones de paneles solares de más de 100 MW mediante electrólisis del agua. Proyectaba tener 50 hidrogeneras para 2020.
En mercados donde no estuviera disponible el hidrógeno usaría GNC.
En mayo de 2018 Nikola Motor Company presentó una demanda contra Tesla, Inc. reclamando 2000 millones de USD en daños alegando que el Tesla Semi violaba seis patentes, que incluían el parabrisas envolvente, la forma de la cabina y el diseño y utilidad de la puerta lateral.
Tesla afirmó que la demanda no tenía base.
Tesla alegó que esas patentes no eran válidas porque Nikola ocultó que algunas características fueron diseñadas por Adriano Mudri, conocido por ser el director de Diseño en Rimac. Mudri diseñó el prototipo Road Runner, un camión con pila de hidrógeno, que entró en el concurso Michelin Design Challenge. Fue mostrado en el 2010 North American International Auto Show. Tesla alegó que Trevor Milton se reunió con Adriano Mudri en 2014/2015 y era conocedor de dicho diseño.
En septiembre de 2020 el pleito no se había resuelto.
En mayo de 2018 la empresa cervecera Anheuser-Busch realizó un pedido provisional de 800 camiones de hidrógeno y Nikola afirmó que los comenzaría a entregar en 2020. En 2019 Nikola comentó que sus pedidos provisionales de camiones supondrían una facturación de 14 000 millones de USD.
El 14 de septiembre de 2020 Nikola admitió que el Nikola One no era funcional en diciembre de 2016, cuando se presentó, ni en enero de 2018, cuando se grabó el video «Nikola One Electric Semi Truck in Motion». Nikola afirmó que tras cambiar su estrategia a una nueva generación de camiones con el Nikola Two, decidió no invertir recursos para hacer funcional el Nikola One. Nikola alegó que nunca dijo que el Nikola One se movía por sus propios medios. Algunos inversores se sintieron engañados.

### Nikola Two
Nikola Two es una cabeza tractora similar al Nikola One. A diferencia del Nikola One, se mostró un prototipo que podía moverse por sus propios medios.
Los motores eléctricos le proporcionan 1000 HP (1014 CV) por eje motriz y 2000 lb·pie (2712 N·m) de par máximo. Tiene autonomías entre  500 mi (805 kilómetros) y  750 mi (1207 kilómetros). Puede repostar el hidrógeno en 20 minutos. La energía almacenada equivale a 3 MWh. Tiene cámaras en lugar de retrovisores. Dispone de una pantalla de 21 pulgadas y 4K y otra de 12 pulgadas. Usa lenguaje de programación HTML5. El conductor puede usar comandos de voz para muchas funciones. El teléfono funciona como llave. Tiene actualizaciones de software remotas OTA. Dispone de asistencias a la conducción como el control de velocidad de crucero y el mantenimiento de carril. Tiene cuatro asientos.

### Nikola Tre
En noviembre de 2019 la compañía presentó el prototipo de camión eléctrico Nikola Tre como una versión del Iveco S-Way dirigida al mercado europeo, asiático y australiano.
En 2018 Nikola anunció una potencia entre 500 y 1000 CV y una autonomía entre 500 y 1200 kilómetros.
En 2020 la web de Nikola anunciaba para el Nikola Tre una potencia de 630 HP (639 CV), una batería de hasta 750 kWh, una autonomía de hasta 500 km y una potencia máxima de carga de hasta 350 kW.
En noviembre de 2018 el CEO Trevor Milton afirmó que la producción comenzaría hacia 2022 o 2023.
En julio de 2020 Trevor Milton afirmó que en ese momento estaban saliendo cinco camiones de la línea de montaje en Alemania. En septiembre de 2020 la línea de montaje no estaba operativa y estaban fabricando los prototipos a mano en un taller.

### Nikola Reckless

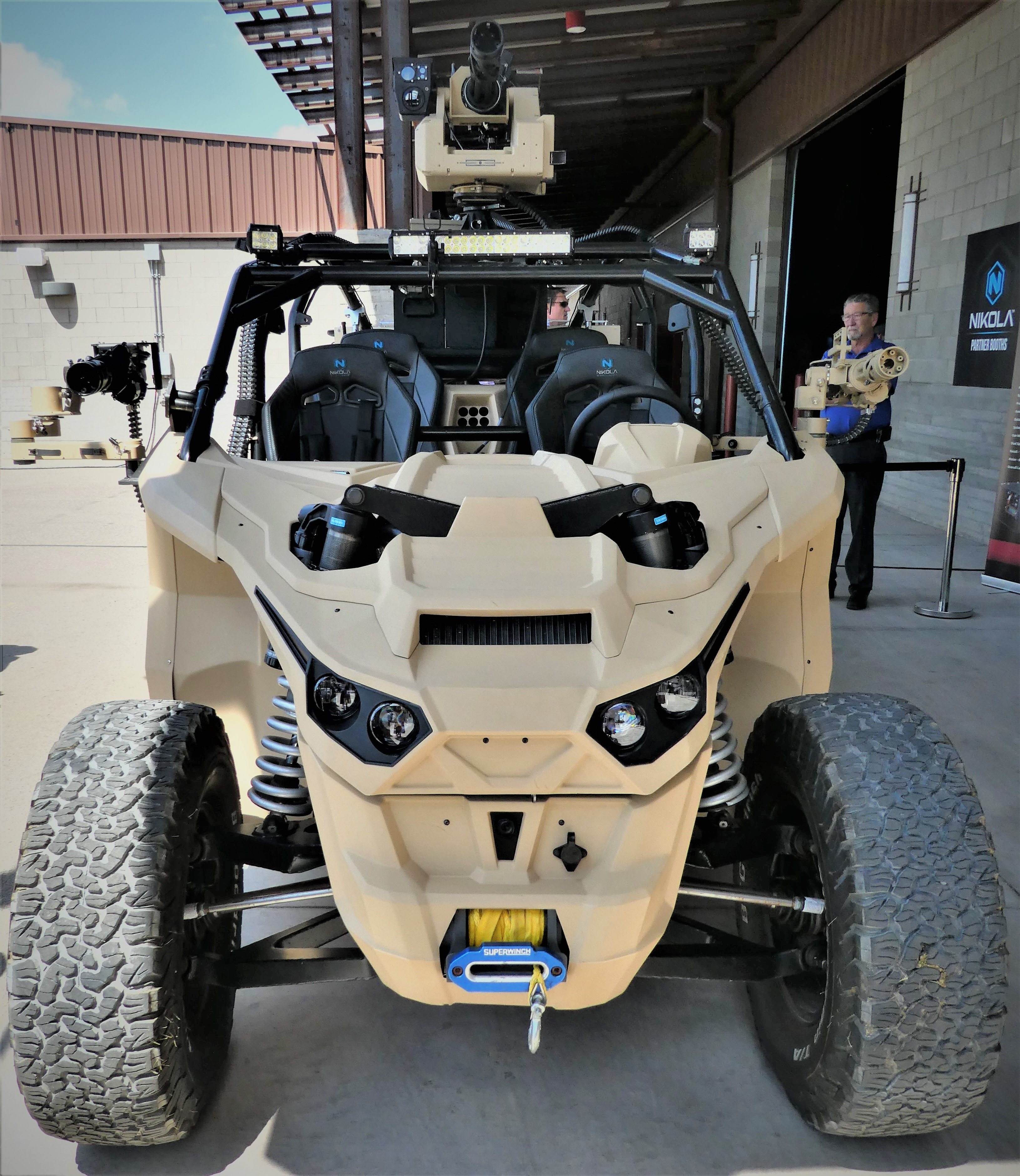
Nikola Reckless

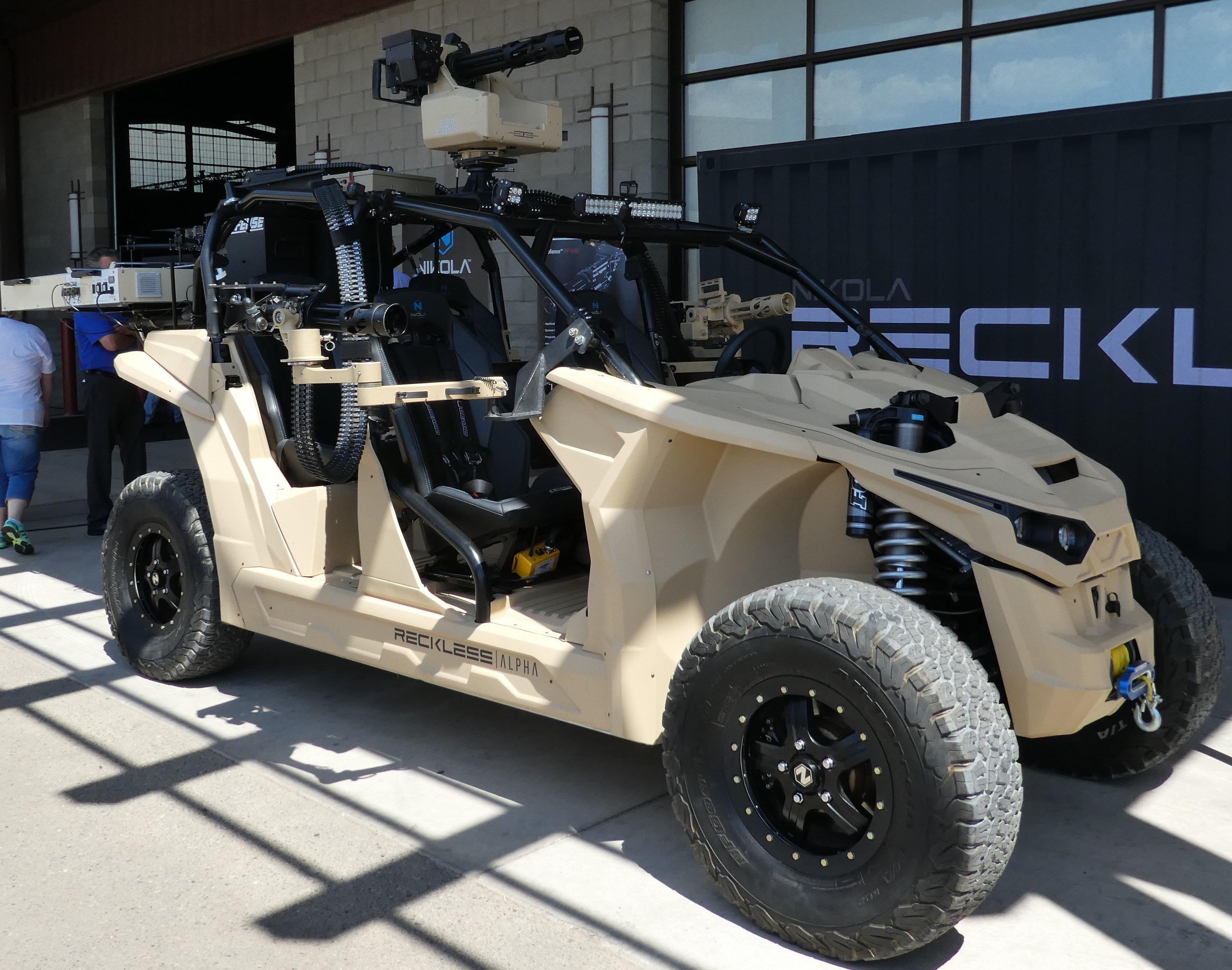
Nikola Reckless

El Nikola Reckless es un prototipo de vehículo militar táctico totalmente eléctrico. Es una versión del Nikola NZT presentado en diciembre de 2017. Un prototipo se expuso en mayo de 2018 en la International Special Operations Forces Industry Exhibition Conference.
Está orientado a misiones de reconocimiento, movimiento y combate. Puede llevar 4 personas.
Los motores eléctricos le proporcionan 555 HP (563 CV) y un par motor de 490 lb·pie (664 N·m).
Tiene tracción seleccionable a dos o cuatro ruedas. Pesa 1043 kg y puede cargar 635 kg. Tiene gancho de arrastre para 1361 kg. Incorpora una arma de 12.7 mm y opcionalmente otra de 7.62 mm.
Tiene una longitud de 3830 mm, una anchura de 1570 mm, una altura de 1870 mm, una batalla de 2990 mm y una altura al suelo de 355 mm.
Puede alcanzar una velocidad de 96 km/h en 3.9 segundos y tiene una autonomía entre 160km y 321km.

### Nikola  WAV
En 2019 presentó el Nikola Water Advanced Vehicle WAV. Es una moto de agua eléctrica. Dispone de control de velocidad de crucero y actualizaciones de software remotas OTA.

### Nikola Refuse
Es un camión eléctrico con una potencia de hasta 1000 HP (1014 CV), una batería de hasta 750 kWh y una autonomía de hasta 250 km.
En agosto de 2020 Nikola esperaba realizar las primeras pruebas de carretera a principios de 2022 y las primeras entregas en 2023.
En septiembre de 2020 Nikola afirmó que tenía un pedido de 2500 camiones de basura para la compañía Republic Services.

### Nikola Badger
En febrero de 2020 Nikola presentó el diseño de la camioneta pickup truck Badger con un sistema de propulsión eléctrico alimentado por un sistema híbrido de baterías y pila de hidrógeno. La autonomía total de 1000 km se consigue con 500 km por baterías y otros 500 con la pila de hidrógeno. Acelera de 0 a 97 km/h en 2.9 segundos.
General Motors realizará la ingeniería, validará, homologará y fabricará el Nikola Badger usando las baterías y tecnología de hidrógeno de GM. Nikola se encargará del marquetin y las ventas.

## Alegaciones de fraude y el informe Hindenburg
El 10 de septiembre de 2020 Hindenburg Research publicó el informe «Nikola: How to Parlay An Ocean of Lies Into a Partnership With the Largest Auto OEM in America» (Nikola: Cómo valerse de un océano de mentiras en la asociación con el mayor fabricante de coches de Estados Unidos) acusando a Nikola de un fraude sofisticado perpetrado principalmente por Trevor Milton. Los principales puntos del informe eran:
- El video promocional «Nikola One Electric Semi Truck in Motion» publicado en enero de 2018 era el video de un camión sin motor bajando una pendiente por gravedad.

- Entre octubre y diciembre de 2016 Trevor Milton afirmó seis veces que tenían un prototipo del Nikola One funcional cuando no tenía un motor que funcionara para moverlo.

- Tras la demostración de diciembre de 2016 no se invirtió nada en el desarrollo del Nikola One.

- En noviembre de 2019 Trevor Milton exageró el intento de adquirir la compañía de tecnología de baterías ZapGo. En diciembre de 2019 tras comprobar que ZapGo era un fraude, Nikola se querelló contra ZapGo por fraude, representación falsa y ocultación del hecho que su presidente había sido imputado por fraude fiscal. Sin embargo, Milton continuó exagerando dicha tecnología de baterías hasta febrero de 2020.

- En diciembre de 2019 Trevor Milton afirmó que tenían la mayor hidrogenera del hemisferio occidental produciendo 1000 kg de Hidrógeno al día en su cuartel general en Phoenix.

- En 2018 Nikola afirmó que estaban construyendo una red de 8 hidrogeneras. En 2020 no tenía ninguna red de hidrogeneras.

- En julio de 2020 Milton afirmó que 5 camiones estaban saliendo de la cadena de montaje de Ulm, Alemania. En realidad, la cadena de montaje no estaba terminada, y estaban fabricando 5 camiones a mano en un taller.

- El libro de pedidos de Nikola estaba hinchado incluyendo pedidos cancelados.

- En 2019 se presentó el vehículo NZT como si fuera el que se fuera a producir, cuando en realidad Nikola abandonó el diseño y contrató el rediseño a Stellar Strategy.

- Trevor Milton contrató a su hermano Travis Milton como Director de Producción e Infraestructura de Hidrógeno cuando no tenía ninguna experiencia con la tecnología del hidrógeno.

- Trevor Milton afirmó en un video que Nikola desarrollaba sus propios inversores y que los OEM les pedían usarlos. En el mismo video mostraba como propio un inversor fabricado por Cascadia en el que la etiqueta estaba tapada con cinta adhesiva.

- Anteriormente Trevor Milton fundó la compañía dHybrid con la que infló un contrato de 16 millones de USD con la compañía de camiones Swift hasta los 300 millones de USD. En 2012 Swift demandó a dHybrid tras invertir 2 millones de USD alegando que los camiones dHybrid no funcionaban y que ejecutivos de dHybrid desviaron dinero para su uso personal.

- Trevor Milton afirmó que el cuartel general de Nikola tenía instalados 3.5 MW de paneles solares. En 2020 no estaban.[42]

Una verificación posterior del Financial Times confirmó la afirmación del informe de que el video del camión Nikola One bajando una pendiente se hizo por gravedad y sin usar ningún motor. Ese día la acción de Nikola cayó un 10% y la de GM un 4%. El 12 de septiembre la acción de Nikola había caído un 36%.
Nikola dijo que esas afirmaciones eran falsas y engañosas y amenazó con tomar acciones legales contra Hindenburg.
La United States District Court for the Southern District of New York mostró interés por el informe.
En el pasado Trevor Milton alegó que los que atacaban en corto («short sell») a Nikola eran seguidores de la compañía rival Tesla y actuaban desde cuentas pagadas para hacer ataques a Nikola.
En respuesta al informe Hindenburg, Mary Barra, CEO de General Motors, afirmó el 14 de septiembre de 2020 que su compañía tuvo la diligencia debida en su trato de 2000 millones de USD con Nikola.
El 14 de septiembre de 2020 la Securities and Exchange Commission comenzó una investigación sobre las alegaciones de fraude y el 15 de septiembre de 2020, el Department of Justice también abrió una investigación sobre Nikola.

## Video «Nikola One Electric Semi Truck in Motion»
En diciembre de 2016 Trevor Milton presentó un prototipo del camión Nikola One como totalmente funcional. El 25 de enero de 2018 Nikola publicó en YouTube y otros medios el video de 39 segundos «Nikola One Electric Semi Truck in Motion» mostrando al camión circulando rápido por una carretera de dos carriles. El informe Hindenburg publicó que el prototipo Nikola One no era funcional en diciembre de 2016 y no se continuó el proyecto después de esa fecha. Para la grabación del video se remolcó el prototipo con una grúa hasta lo alto de una colina y luego se lo dejó caer rodando por la pendiente para grabarlo con una cámara inclinada para que diera la sensación de que circulaba en llano.
El 14 de septiembre de 2020 Nikola admitió que el Nikola One no era funcional en diciembre de 2016, cuando se presentó, ni en enero de 2018, cuando se grabó el video. Nikola afirmó que tras cambiar su estrategia a una nueva generación de camiones con el Nikola Two, decidió no invertir recursos para hacer funcional el Nikola One. Nikola alegó que nunca dijo que el Nikola One se movía por sus propios medios. Algunos inversores se sintieron engañados.
A finales de septiembre de 2020 Nikola mandó avisos de retirada de videos en canales de YouTube y otros medios alegando incumplimiento de las leyes de copyright al mostrar secuencias del video «Nikola One Electric Semi Truck in Motion». Los periodistas o «youtubers» se enfrentaban a pleitos o la retirada de su canal de YouTube. Muchos periodistas lo vieron como una intimidación para silenciar y censurar las críticas a Nikola. El 12 de octubre de 2020 el video «Nikola One Electric Semi Truck in Motion» seguía estando disponible en el canal de Nikola en YouTube.

## Dimisión del fundador

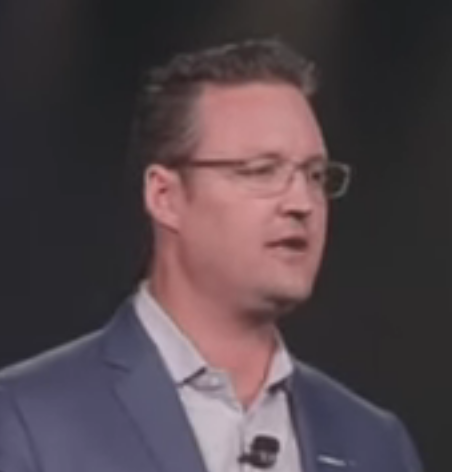
Trevor Milton en 2019.

El 21 de septiembre de 2020 Milton dimitió como Presidente Ejecutivo (Executive Chairman) debido a las alegaciones de fraude realizadas en el informe publicado por Hindenburg Research, pero manteniendo sus acciones en la compañía. Las alegaciones de fraude hicieron que el precio de la acción de Nikola bajara un 20%.
Como consecuencia de las alegaciones BP echó para atrás una asociación potencial para desarrollar estaciones de respostaje de hidrógeno para los camiones de Nikola. Tras la decisión de BP la acción de Nikola cayó más del 25% en un día.
El acuerdo de asociación era un componente crítico en el plan de negocio de Nikola para sus camiones con pila de hidrógeno. Nikola tenía previsto el anuncio de asociación con BP unos días después del acuerdo con GM.
El acuerdo de salida de Nikola implicaba que Milton devolvía 4.9 millones de acciones restringidas valoradas en 166 millones de USD, pero mantenía 91.6 millones de acciones de Nikola con un valor de 3100 millones de USD. Milton renunciaba al puesto de Presidente Ejecutivo y otros puestos en empresas subsidiarias. Milton no podrá influir en las decisiones de Nikola en tres años. Nikola cubrirá sus gastos de defensa aprobados previamente y proporcionará todos los correos electrónicos enviados o recibidos en su cuenta de correo en Nikola para ayudar a la defensa de Milton. Las acciones de Nikola cayeron un 35% tras su dimisión. Stephen Girsky, anterior vicepresidente de General Motors y miembro del consejo de Nikola, sustituyó a Trevor Milton como Presidente (Chairman) sin capacidad ejecutiva.
Tras la dimisión de Trevor Milton, el anterior Presidente de Nikola, Mark Russell fue designado como nuevo CEO.
Hindenburg Research mantuvo su posición sobre Nikola y su fundador Nathan Anderson dijo tras la dimisión:

‘While founder Trevor Milton’s departure may give the appearance of a company that’s moving on, we believe this is only the beginning of Nikola’s unraveling, Nikola has almost no intellectual property, products or revenue to fall back on. We think the company’s key ‘asset’ was its founder’s ability to raise money through hype and outright lies‘
‘Aun cuando la salida de Trevor Milton pueda dar la apariencia de que la compañía sigue adelante, nosotros creemos que esto es el principio para desenredar el ovillo de Nikola. Nikola no tiene casi ninguna propiedad intelectual, productos o ventas a las que recurrir. Creemos que el principal activo de la compañía era la habilidad de su fundador para levantar dinero mediante la exageración y mentiras flagrantes.’
Nathan Anderson

## Alegaciones de abuso sexual
El 21 de septiembre de 2020 Aubrey Ferrin Smith, una prima de Milton, acusó a Milton de abuso sexual tras el funeral de su abuelo en 1999, cuando ella tenía 15 años y Trevor 17. Otra mujer le acusó de meter los dedos en su vagina cuando ella tenía 15 años y él 22. Ella era asistente en la empresa de seguridad que fundó Milton. Trevor Milton alegó que eran acusaciones falsas.

## Pleito con Tesla
En mayo de 2018 Nikola Motor Company presentó una demanda contra Tesla, Inc. reclamando 2000 millones de USD en daños alegando que el Tesla Semi violaba seis patentes, que incluían el parabrisas envolvente, la forma de la cabina y el diseño y utilidad de la puerta lateral del Nikola One.
Tesla afirmó que la demanda no tenía base.
Tesla alegó que esas patentes no eran válidas porque Nikola ocultó que algunas características fueron diseñadas por Adriano Mudri, conocido por ser el director de Diseño en Rimac. Mudri diseñó el prototipo Road Runner, un camión con pila de hidrógeno, que entró en el concurso Michelin Design Challenge. Fue mostrado en el 2010 North American International Auto Show. Tesla alegó que Trevor Milton se reunió con Adriano Mudri en 2014/2015 y era conocedor de dicho diseño.
En septiembre de 2020 el pleito no se había resuelto.

## Querellas contra Trevor Milton
El 29 de julio de 2021 el Fiscal del Distrito Sur de Nueva York presentó una querella contra Trevor Milton por fraude y engaño a los accionistas de Nikola Corporation (“Nikola”).  El fiscal acusó a Trevor Milton de usar las redes sociales, entrevistas en prensa, televisión y podcasts para realizar afirmaciones engañosas sobre el estado de la tecnología y los vehículos de Nikola.
El precio de la acción de Nikola se desplomó en septiembre de 2020 cuando en la prensa se presentaron acusaciones de fraude. Muchos pequeños accionistas sufrieron pérdidas significativas que comprometieron sus finanzas y jubilación.
Se le acusó de que de noviembre de 2019 a septiembre de 2020 Trevor Milton hizo un montaje para defraudar a inversores no profesionales con:
- Afirmaciones falsas y engañosas de que la compañía había fabricado un prototipo totalmente funcional del Nikola One, cuando Milton sabía que el prototipo no funcionaba.
- Afirmaciones falsas y engañosas de que Nikola había diseñado y fabricado la camioneta pickup Badger desde cero usando piezas y tecnología de Nikola, cuando Milton sabía que no era cierto.
- Afirmaciones falsas y engañosas de que Nikola estaba produciendo hidrógeno y que lo estaba haciendo a coste reducido, cuando Milton sabía que Nikola no tenía permiso ni equipos para producir hidrógeno. Nikola afirmaba producir hidrógeno por menos de 4 USD el kg, cuando lo estaba comprando a un productor por 16 USD el kg.

- Afirmaciones falsas y engañosas de que Nikola había desarrollado baterías y otros componentes importantes dentro de Nikola, cuando Milton sabía que Nikola estaba comprando esos componentes a otros fabricantes.

- Afirmaciones falsas y engañosas de que Nikola tenía reservas en firme para los vehículos Nikola por valor de miles de millones de USD, cuando la mayoría de esas reservas eran cancelables o eran para vehículos que Nikola no pensaba producir en el corto plazo.[85]

Se le acusó de dos cargos de fraude bursátil (securities fraud) con penas máximas de 20 y 25 años de prisión, y un cargo de fraude electrónico (wire fraud) con una pena máxima de 20 años de prisión.
El 14 de octubre de 2022 un jurado tras deliberar durante cinco horas condenó a Trevor Milton por dos cargos de fraude electrónico y otro de fraude bursátil. Tras el veredicto el fiscal Damian Williams afirmó:

‘Trevor Milton lied to Nikola’s investors — over and over and over again. That’s fraud, plain and simple. Let this case serve as a warning to anyone who plays fast and loose with the truth to get investors to part with their money. It won’t end well.‘
‘Trevor Milton mintió a los inversores de Nikola, una y otra vez. Eso es fraude, sencillamente. Que este caso sirva de aviso a cualquiera que juegue con la verdad para sacarles el dinero a los inversores. No acabará bien.’
Damian Williams

En 2021 Nikola reconoció siete afirmaciones de Milton que no se ajustaban a la verdad sobre los progresos de la compañía de julio de 2016 a julio de 2020. En 2021 Nikola accedió a pagar 125 millones de USD a la Securities and Exchange Commission (SEC) para llegar a acuerdos con los inversores defraudados.